# Stijena (samhälle i Bosnien och Hercegovina, Federationen Bosnien och Hercegovina)
Stijena är ett samhälle i Bosnien och Hercegovina.   Det ligger i entiteten Federationen Bosnien och Hercegovina, i den nordvästra delen av landet, 220 km nordväst om huvudstaden Sarajevo. Stijena ligger 354 meter över havet och antalet invånare är 10 844.
Terrängen runt Stijena är kuperad åt sydost, men åt nordväst är den platt. Runt Stijena är det ganska tätbefolkat, med 93 invånare per kvadratkilometer.. Närmaste större samhälle är Bihać, 17,8 km sydväst om Stijena. 
I omgivningarna runt Stijena växer i huvudsak lövfällande lövskog.